# Muchu Alijew
Muchu Gimbatowicz Alijew (ros. Муху Гимбатович Алиев, ur. 6 sierpnia 1940 w Tanusi, rejon chunzachski, Dagestańska ASRR) – dagestański polityk pochodzenia awarskiego, prezydent Dagestanu w latach 2006–2010.

## Życiorys
W 1962 ukończył studia w Dagestańskim Uniwersytecie Państwowym. W latach 1966–1969 odbywał studia kandydackie na Wydziale Filozofii Dagestańskiego Uniwersytetu Państwowego. Posiada stopień doktora nauk filozoficznych i tytuł profesora.
Po studiach został zatrudniony jako dyrektor szkoły średniej w rejonie cumadinskim. W latach 1964–1966 był sekretarzem komitetu uczelnianego Komsomołu w Dagestańskim Uniwersytecie Państwowym, a od 1969 do 1972 I sekretarzem Komitetu Miejskiego Komsomołu w Machaczkale. W 1972 przeszedł do pracy w aparacie KPZR obejmując funkcję I sekretarza Komitetu Rejonowego w Machaczkale. Od 1984 do 1990 był kierownikiem wydziału pracy organizacyjno-partyjnej Komitetu Obwodowego KPZR w Dagestanie. W latach 1990–1991 stał na czele dagestańskiej organizacji partyjnej.
Od 1991 był zastępcą przewodniczącego Rady Najwyższej Republiki Dagestan. W latach 1995–2006 pełnił funkcję przewodniczącego Zgromadzenia Narodowego Dagestanu. W latach 1996–2001 zasiadał w Radzie Federacji, gdzie pełnił funkcję zastępcy przewodniczącego Komitetu Spraw Międzynarodowych. Był członkiem rosyjskiej delegacji do Zgromadzenia Parlamentarnego Rady Europy i Kongresu Władz Lokalnych i Regionalnych Europy.
20 lutego 2006 objął funkcję prezydenta Dagestanu. Odszedł ze stanowiska 20 lutego 2010 po upływie czteroletniej kadencji.
Został odznaczony m.in. Orderem „Za zasługi dla Ojczyzny” II, III i IV klasy, Orderem Honoru, Orderem Czerwonego Sztandaru Pracy oraz Orderem „Znak Honoru”.